# ОКБ Сухой
Компания „Сухой“, пълно наименование – Открито акционерно дружество «Авиационна холдингова компания „Сухой“, по-рано носеща името ГУП АВПК „Сухой“, е водеща руска авиационна компания, занимаваща се с разработка, производство, маркетинг, обучение на летателния персонал, следпродажбено обслужване, производство и предлагане на резервни части и оборудоване за бойни и граждански самолети марки „Су“ и „Бе“.
ОКБ „Сухой“ е наследник на конструкторското бюро, ръководено от Павел Сухой – един от пионерите на съветската реактивна и свръхзвукова авиация, ръководил проектирането на самолетите „Су“ до смъртта си през 1975.
Централата на ОКБ „Сухой“ е в Москва. Генерален директор е Михаил Погосян.